# Tổng tuyển cử Thái Lan 2019
Tổng tuyển cử dự kiến sẽ được tổ chức tại Thái Lan vào ngày 24 tháng 3 năm 2019. Ngày được ấn định bởi Ủy ban bầu cử vào thứ Tư ngày 23 tháng 1 năm 2019, chỉ vài giờ sau khi một sắc lệnh hoàng gia được ban hành cho phép cuộc thăm dò. Việc bỏ phiếu sẽ diễn ra theo một điều lệ được quân đội hậu thuẫn, chấm dứt một trong những thời kỳ cầm quyền dài nhất của chính quyền quân sự trong lịch sử hiện đại của Thái Lan.
Trước đó, Bangkok Post đã dự đoán rằng khả năng các cuộc bầu cử được tổ chức vào tháng 11 năm 2018, ngày đã được hứa trước đó, là "ngày càng xa vời". Các quyền dân sự, bao gồm quyền bầu cử, đã bị đình chỉ vô thời hạn sau cuộc đảo chính quân sự vào tháng 5 năm 2014.
Chính phủ quân sự năm 2014 hứa sẽ tổ chức bầu cử vào năm 2015, nhưng sau đó đã hoãn lại. Thủ tướng Prayut Chan-o-cha nói với Đại hội đồng Liên Hợp Quốc vào tháng 9 năm 2016 rằng cuộc bầu cử sẽ được tổ chức vào cuối năm 2017. Sau đó, trong chuyến thăm năm 2017 tới Nhà Trắng, Prayut đã hứa bầu cử vào năm 2018. Vào tháng 10 năm 2017, ông đã hứa bầu cử vào tháng 11 năm 2018. Tuy nhiên, vào tháng 1 năm 2018, việc thực thi một dự luật điều chỉnh cuộc bầu cử các nghị sĩ đã bị Quốc hội lập pháp hoãn lại trong 90 ngày, làm trì hoãn các cuộc bầu cử cho đến tháng 2 năm 2019. Dự luật là một trong bốn điều cần thiết để tổ chức một cuộc tổng tuyển cử. Hiến pháp quy định rằng các cuộc bầu cử sẽ được tổ chức trong vòng 150 ngày sau khi tất cả các luật bầu cử cần thiết có hiệu lực. Việc thực thi bị trì hoãn của bất kỳ luật nào đẩy lùi cuộc bầu cử.
Theo The Standard, chính phủ đã hoãn cuộc bầu cử ít nhất năm lần trong năm năm qua. Ngày đưa ra mới nhất cho cuộc bầu cử là vào tháng ba.
Sự chậm trễ thường xuyên của NCPO trong một cuộc tổng tuyển cử đã khiến một nhà văn của Bangkok Post nhận thấy rằng, "... [chế độ] phù hợp với những gì mọi người đã tìm ra cách đây một năm hoặc lâu hơn so với quy tắc vĩnh viễn với Gen Prayut. " 

## Bối cảnh
Cuộc tổng tuyển cử sớm được tổ chức vào ngày 2 tháng 2 năm 2014 sau khi Thủ tướng Yingluck Shinawatra yêu cầu Quốc vương Bhumibol Adulyadej giải tán quốc hội sớm hơn một năm do khủng hoảng chính trị. Các nhà lãnh đạo của các cuộc biểu tình chống chính phủ phản đối các cuộc thăm dò, thay vào đó yêu cầu phải có "cải cách trước bầu cử" và chính phủ Yingluck được thay thế bằng một "hội đồng cải cách" được bổ nhiệm. Do đó, các cuộc bầu cử đã bị đảng đối lập chính, Đảng Dân chủ tẩy chay và sự phá vỡ của những người biểu tình có nghĩa là việc bỏ phiếu tại một số khu vực bầu cử phải bị trì hoãn cho đến ngày sau đó, trong khi những cử tri vắng mặt ở khu vực thành thị không thể bỏ phiếu.
Vào tháng 4 năm 2014, Tòa án Hiến pháp đã ra phán quyết rằng cuộc bầu cử là vi hiến vì cuộc bỏ phiếu đã không diễn ra cùng ngày trên toàn quốc. Sau một thỏa thuận giữa Ủy ban bầu cử và chính phủ của bà Yingluck, cuộc bầu cử mới được tổ chức vào ngày 20 tháng 7. Tuy nhiên, cuộc bầu cử đã bị hủy bỏ sau cuộc đảo chính hồi tháng Năm đã phế truất chính phủ được bầu và thành lập một chính phủ quân sự được gọi là Hội đồng Hòa bình và Trật tự Quốc gia (NCPO), do Tướng Prayut Chan-o-cha, sau đó - Chỉ huy Tham mưu trưởng Quân đội Hoàng gia Thái Lan. NCPO, khi nắm quyền, tuyên bố ý định tổ chức các cuộc bầu cử chung sau khi tiến hành cải cách và ban hành hiến pháp mới.
Sau cuộc đảo chính, nhà lãnh đạo phản đối Suthep Thaugsuban thừa nhận rằng ông đã đàm phán với Prayut trong nhiều năm, bao gồm cả trong các cuộc biểu tình của PDRC, về kế hoạch đảo chính có thể.

### Chậm trễ
Ngày diễn ra cuộc tổng tuyển cử Thái Lan năm 2019 đã phải chịu nhiều đồn đoán, vì sự không chắc chắn của Prayut và chính quyền kể từ khi nắm quyền trong cuộc đảo chính tháng 5 năm 2014.
Ngay sau cuộc đảo chính năm 2014, Prayut nói rằng cuộc bầu cử có thể sẽ được tổ chức "vào cuối năm 2015". Tuy nhiên, vào cuối năm 2014, một số quan chức chính phủ đã nói công khai rằng cuộc bầu cử sẽ không được tổ chức cho đến năm 2016, vào khoảng giữa năm nay.
Vào tháng 5 năm 2015, Phó Thủ tướng Wissanu Krea-ngam nói rằng cuộc bầu cử sẽ được tổ chức "vào khoảng tháng 8 hoặc tháng 9 năm 2016", sau khi chính phủ tuyên bố ý định tổ chức trưng cầu dân ý về hiến pháp dự thảo của mình Càng 2016.
Vào tháng 6 năm 2015, Prayut nói rằng ông sẵn sàng ở lại cương vị thêm hai năm nữa nếu mọi người "muốn ông làm vậy", sau sự thúc đẩy của Hội đồng Cải cách Quốc gia (NRC), một cơ quan chính phủ được thành lập bởi Hội đồng Hòa bình và Trật tự (NCPO), để tổ chức bỏ phiếu về việc có nên hoàn thành cải cách của chính phủ hay không trước khi cuộc bầu cử được tổ chức. Điều này có nghĩa là các cuộc bầu cử chung có thể sẽ không được tổ chức cho đến đầu năm 2018, nhưng một vài ngày sau đó đã tránh xa sáng kiến của NRC sau khi phải đối mặt với phản ứng dữ dội về nhận xét của mình, nói rằng "Tôi không quan tâm. Đó là tất cả về lộ trình. Đừng hỏi tôi [về vấn đề này]. "  Tuy nhiên, điều này đã để cánh cửa mở ra cho "hoàn thành cải cách" dưới một chính phủ khác cũng sẽ thấy cuộc bầu cử bị hoãn thêm, nếu sáng kiến của NRC thành công.
Vào tháng 10 năm 2017, Thủ tướng Prayut cam kết rằng một cuộc tổng tuyển cử sẽ được tổ chức vào tháng 11 năm 2018. Tuy nhiên, việc lựa chọn ngày bầu cử đã nhường chỗ cho tin đồn rằng Thủ tướng Prayut sẽ cố gắng duy trì quyền lực sau cuộc bầu cử tiếp theo thông qua một đảng chính trị được quân đội hậu thuẫn. Trong khi đó là trường hợp, vào tháng 1 năm 2018, cơ quan nghị viện của Thái Lan đã bỏ phiếu hoãn thi hành luật bầu cử mới sau 90 ngày, tiếp tục kéo dài thời gian của một cuộc bầu cử. Vào thời điểm đó, phó thủ tướng cho biết quyết định của quốc hội có thể trì hoãn cuộc bầu cử cho đến tháng 2, tháng 3 năm 2019.
Vào ngày 3 tháng 1 năm 2019, Phó Thủ tướng Wissanu Krea-ngam nói rằng cuộc bầu cử sẽ bị trì hoãn vì lý do lễ đăng quang của hoàng gia là nguyên nhân của sự chậm trễ. Đáp lại, cựu ủy viên EC, Somchai Srisutthiyakorn, cho biết việc đăng quang không ảnh hưởng đến cuộc bầu cử và ngày 24 tháng 2 đã hứa trước đó vẫn có thể.
Mặc dù ngày bầu cử phải được ấn định bởi Ủy ban bầu cử, họ không thể làm như vậy cho đến khi chính phủ ban hành sắc lệnh hoàng gia chính thức tuyên bố cuộc bầu cử. Chính phủ đã không ban hành một sắc lệnh hoàng gia vào ngày 3 tháng 1 như kế hoạch trước đó và đã từ chối cho biết khi nào họ sẽ làm như vậy.
Vào ngày 10 tháng 1, Bangkok Post báo cáo rằng ngày 24 tháng 2 cho cuộc bầu cử là không thể vì chính phủ đã không công bố một sắc lệnh hoàng gia và EC sẽ cần ít nhất 45 ngày để chuẩn bị cho cuộc bầu cử. Ngày hôm sau, Wissanu Krea-ngam tuyên bố rằng sắc lệnh hoàng gia sẽ được công bố vào khoảng tháng 1, mở đường cho một cuộc bầu cử "không muộn hơn tháng 3".

## Hệ thống bầu cử mới
Kể từ cuộc bầu cử trước vào năm 2014, đã có những thay đổi đáng chú ý đối với hệ thống bầu cử Thái Lan.
Hiến pháp mới thay đổi cách bỏ phiếu cho Hạ viện, Hạ viện Thái Lan. Trước đây, cử tri đã bỏ hai phiếu bầu khác nhau: một cho ghế bầu cử và một cho ghế trong danh sách đảng. Đối với cuộc bầu cử tiếp theo, số phiếu bầu đã giảm xuống còn một; với việc bỏ phiếu cho cả khu vực bầu cử và danh sách đảng.
Theo hiến pháp mới, tất cả 250 thành viên của Thượng viện, thượng viện Thái Lan, sẽ được NCPO bổ nhiệm và có thể chọn thủ tướng tiếp theo.
Các nhà bình luận nói rằng Thượng viện do NCPO chỉ định mở ra khả năng mạnh mẽ rằng Prayut sẽ trở thành thủ tướng tiếp theo của Thái Lan mặc dù các đảng ủng hộ Prayut được dự đoán sẽ giành được ít ghế hơn trong Hạ viện.
Với giả định rằng tất cả 250 thượng nghị sĩ sẽ ủng hộ Prayut, các đảng ủng hộ Prayut sẽ chỉ cần giành được 126 ghế để ông được chọn làm thủ tướng. Tuy nhiên, các nhà bình luận dự đoán rằng nhiều khả năng Palang Pracharat và các thân thủ khác sẽ giành được 126 ghế kết hợp và sẽ cần sự hỗ trợ của Đảng Dân chủ.

## Tranh cãi ranh giới khu vực bầu cử
Theo hiến pháp năm 2017, các khu vực bầu cử của Hạ viện đã giảm từ 400 xuống còn 350 quận. Năm 2018, Ủy ban bầu cử (EC) được giao nhiệm vụ vẽ ranh giới quận mới. Tuy nhiên, khi EC sắp công bố các ranh giới mới, Thủ tướng Prayut Chan-o-cha đã viện dẫn Mục 44 để ban hành lệnh đẩy lùi thời hạn và trì hoãn thông báo. Lệnh này cũng miễn trừ EC khỏi các luật quận hiện hành, cho phép họ vẽ ranh giới khu vực bầu cử theo bất kỳ cách nào họ muốn.
Điều này đã gây ra sự phẫn nộ từ các đảng Vì nước Thái và Dân chủ, cũng như từ tổ chức giám sát, Diễn đàn mở cho Quỹ Dân chủ. Họ cho rằng mục đích của sự chậm trễ là cho phép EC vẽ các bản đồ ủng hộ các đảng ủng hộ, cụ thể là Đảng Palang Pracharat. Một số nhà báo và nhà bình luận đã so sánh điều này với việc vui vẻ ở Hoa Kỳ, trong khi những người khác phản đối rằng chính quyền đã giành chiến thắng trong cuộc bầu cử.
Chủ tịch Ủy ban bầu cử, Ittiporn Boonpracong, bác bỏ các cáo buộc, trích dẫn phẫu thuật mắt của ông là nguyên nhân của sự chậm trễ.
Vào ngày 29 tháng 11, EC đã hoàn thành và phát hành các khu vực bầu cử mới của quận. Sau khi phát hành, các đảng chính trị và các tổ chức giám sát tuyên bố rằng họ đã tìm thấy nhiều trường hợp vui vẻ sẽ có lợi cho Đảng thân Palang Pracharat.

## Các ứng cử viên thủ tướng đủ điều kiện
Trước Hiến pháp Thái Lan 2017, bất kỳ thành viên Hạ viện nào được bầu đều có thể được bỏ phiếu và chọn làm thủ tướng.
Theo hiến pháp mới, các đảng chính trị có thể nêu tên tối đa ba ứng cử viên cho chức thủ tướng trước cuộc bầu cử. Những ứng cử viên này không phải là thành viên của Hạ viện hoặc thậm chí là thành viên của một đảng chính trị miễn là họ đáp ứng các tiêu chuẩn pháp lý.
Trong khi các ứng cử viên được đánh số trong trình chính thức, không có hệ thống phân cấp pháp lý để sắp xếp thứ tự.
| Bhumjaithai Party candidate                      | Chart Pattana Party candidate                        | Chart Pattana Party candidate                                                        | Chart Pattana Party candidate                        | Chartthaipattana Party candidate                          |
| Anuthin Charnweerakul                            | Suwat Liptapanlop                                    | Wannarat Channukul                                                                   | Tewan Liptapanlop                                    | Kanchana Silpa-archa                                      |
| Tập tin:86 ปีประชาธิปไตยไทย Voicetv (6) ครอบตัด.jpg |                                                      |                                                                                      |                                                      |                                                           |
| Deputy Minister of Public Health (2001–2005)     | Deputy Prime Minister of Thailand (2005–2006)        | Minister of Industry (2011–2012)                                                     | Member of House of Representatives (2005–2006)       | Deputy Minister of Education (1999–2001)                  |
| 13 tháng 9 năm 1966 (age 58) Bangkok             | 9 tháng 2 năm 1955 (age 70) Ratchaburi               | 8 tháng 3 năm 1949 (age 76) Nakhon Ratchasima                                        | 29 tháng 12 năm 1959 (age 65) Ratchaburi             | 15 tháng 2 năm 1960 (age 65) Suphan Buri                  |
| Democrat Party candidate                         | Future Forward Party candidate                       | Palang Pracharat Party candidate                                                     | Pheu Thai Party candidate                            | Pheu Thai Party candidate                                 |
| Abhisit Vejjajiva                                | Thanathorn Juangroongruangkit                        | Prayut Chan-o-cha                                                                    | Sudarat Keyuraphan                                   | Chadchart Sittipunt                                       |
|                                                  |                                                      |                                                                                      |                                                      |                                                           |
| Prime Minister of Thailand (2008–2011)           | Vice-President of the Thai Summit Group (2002–2018)  | Prime Minister of Thailand (2014-present)                                            | Minister of Agriculture and Cooperatives (2005–2006) | Minister of Transport (2012–2014)                         |
| 3 tháng 8 năm 1964 (age 60) Wallsend, Anh        | 25 tháng 11 năm 1978 (age 46) Bangkok                | 21 tháng 3 năm 1954 (age 71) Nakhon Ratchasima                                       | 1 tháng 5 năm 1961 (age 63) Bangkok                  | 24 tháng 5 năm 1966 (age 58) Bangkok                      |
| Pheu Thai Party candidate                        | Prachachart Party candidate                          | Prachachart Party candidate                                                          | Prachachart Party candidate                          | Thai Liberal Party candidate                              |
| Chaikasem Nitisiri                               | Wan Muhamad Noor Matha                               | Tawee Sodsong                                                                        | Nahathai Thewphaingarm                               | Seripisut Temiyavet                                       |
|                                                  |                                                      |                                                                                      |                                                      |                                                           |
| Minister of Justice (2013–2014)                  | Minister of Agriculture and Cooperatives (2004–2005) | Secretary-General of the Southern Border Provinces Administrative Center (2011–2014) | Vice Spokesman of the Thai government (2001–2004)    | Commissioner-General of the Royal Thai Police (2007–2008) |
| 26 tháng 8 năm 1948 (age 76) Bangkok             | 26 tháng 8 năm 1948 (age 80) Yala                    | 23 tháng 9 năm 1959 (age 65) Angthong                                                | 24 tháng 6 năm 1970 (age 54) Bangkok                 | 3 tháng 9 năm 1948 (age 76) Nonthaburi                    |